# Исоное (спутник)
Исоное (от др.-греч. Ἰσονόη) — нерегулярный спутник Юпитера, известный также как Юпитер XXVI.

## Открытие
Был обнаружен 23 ноября 2000 года группой астрономов из Гавайского университета под руководством Скотта Шеппарда и получил временное обозначение S/2000 J 6. В октябре 2002 года спутник получил название Исоное, по имени одной из данаид.

## Орбита
Исоное совершает полный оборот вокруг Юпитера на расстоянии в среднем 23 155 000 км за 725 дней и 12 часов. Орбита имеет эксцентриситет 0,246. Наклон ретроградной орбиты 165,2°. Принадлежит к группе Карме.

## Физические характеристики
Диаметр Исоное составляет около 4 км. Спутник состоит предположительно из преимущественно силикатных пород. Очень тёмная поверхность имеет альбедо 0,04. Звёздная величина равна 22,5m.